# Козій Богдан Іванович
Богдан Іванович Козій (23 лютого 1923 — 30 листопада 2003) був підозрюваним військовим злочинцем і нібито членом Української допоміжної поліції (Ukrainische Hilfspolizei), нацистських німецьких мобільних поліцейських формувань, які діяли в Генерал-губернаторстві з 27 липня 1941 року. Назва підрозділу відображала його географічну юрисдикцію.

## Діяльність військового часу
Козій народився в містечку Пукасівці, тоді у східній Польщі (нині в Україні). Між 1939 і 1944 роками Козій нібито був членом української допоміжної поліції і брав участь у переселенні євреїв у гетто. Він, ймовірно, застрелив Бернарда Кандлера, який намагався втекти з вантажівки, що везла його до гетто; Лусі Розінер, чотирнадцятирічну дівчину, яка сховалася в сараї; чотирирічну Моніку Сінгер.
У 1944 році, рятуючись від наступу радянських військ, Козій разом із родиною переїхав до Гайде, Німеччина, де він працював батраком на фермі. Після капітуляції нацистської Німеччини в 1945 році Козій жили в різних таборах для переміщених осіб.

## У США
Після того, як Комісія у справах переміщених осіб опитала Козія, він отримав дозвіл на в'їзд до Сполучених Штатів 17 грудня 1949 року відповідно до закону про переміщених осіб 1948 року. 25 квітня 1955 року Козій подав заяву про натуралізацію, а 9 лютого 1956 року він став американським громадянином.
20 листопада 1979 року Сполучені Штати звернулися з проханням анулювати свідоцтво про натуралізацію Козія на тій підставі, що Козій незаконно отримав своє громадянство шляхом приховування суттєвого факту або шляхом навмисного спотворення фактів, не повідомивши про свою участь в окупаційній поліції в Україні. Козій заперечував свою причетність до української допоміжної поліції та стверджував, що його дії були недостатніми для того, щоб позбавити його громадянства. Однак його було позбавлено громадянства на підставі польських свідчень на судовому засіданні 29 березня 1982 року.

## Подальше розслідування
У 1985 році Козій переїхав до Коста-Рики. 23 вересня 2002 р. Галузева комісія з переслідування злочинів проти польського народу в Катовицях розпочала розслідування у справі нацистського злочину, скоєного в Лисеці Станіславівського воєводства. Богдана Козія звинуватили у вбивстві трьох євреїв: Бернарда Кандлера, Лусі Розінер і Моніки Зінгер.
21 листопада 2003 року влада Польщі звернулась до уряду Коста-Ріки з вимогою арешту та екстрадиції Козія. Суд Коста-Ріки задовольнив наказ про депортацію, але Козій невдовзі помер, 30 листопада 2003 року, у лікарні Сан-Хосе від інсульту.